# O. P. Sederholm
O. P. Sederholm, född 1843, död 1875, var en finländsk målare och illustratör.
Sederholm skall enligt bevarade dokument studerat konst i Stockholm men han var inte inskriven vid Konstakademien. Som illustratör illustrerade han bland annat Oskar Pletsch bok Smått folk 1868.  